# (36528) 2000 QU82
2000 QU82 (asteroide 36528) é um asteroide da cintura principal. Possui uma excentricidade de 0.18344480 e uma inclinação de 0.58545º.
Este asteroide foi descoberto no dia 24 de agosto de 2000 por LINEAR em Socorro.